# IC 1750
IC 1750 ist eine linsenförmige Galaxie vom Hubble-Typ S0/a im Sternbild Fische auf der Ekliptik. Sie ist schätzungsweise 255 Millionen Lichtjahre von der Milchstraße entfernt und hat einen Durchmesser von etwa 65.000 Lichtjahren. 

Im selben Himmelsareal befinden sich unter anderem die Galaxien NGC 718, IC 174, IC 1746, IC 1754.
Das Objekt wurde am 21. Dezember 1903 vom französischen Astronomen Stéphane Javelle entdeckt.